# Nuccia Belletti
Nuccia Belletti (13 dicembre 1935 – 28 dicembre 1971) è stata un'attrice italiana.

## Biografia
Nata nel 1935, debutta come attrice nel 1965, con il film Veneri al sole, episodio Una domenica a Fregene. È stata presente in sette film di Franco e Ciccio. Nel 1971 l'ultimo film, Ma che musica maestro. Muore nello stesso anno del suo ultimo film.

## Filmografia

### Attrice
- Veneri al sole, episodio Una domenica a Fregene, regia di Marino Girolami (1965)
- Franco, Ciccio e le vedove allegre, regia di Marino Girolami (1968)
- Raptus, regia di Marino Girolami (1969)
- I due maghi del pallone, regia di Mariano Laurenti (1970)
- Don Franco e don Ciccio nell'anno della contestazione, regia di Marino Girolami (1970)
- ...Scusi, ma lei le paga le tasse?, regia di Mino Guerrini (1971)
- Riuscirà l'avvocato Franco Benenato a sconfiggere il suo acerrimo nemico il pretore Ciccio De Ingras?, regia di Mino Guerrini (1971)
- I due assi del guantone, regia di Mariano Laurenti (1971)
- Ma che musica maestro, regia di Mariano Laurenti (1971)